# Ekfotsläpare
Ekfotsläpare (Nycteola revayana) är en fjärilsart som beskrevs av Giovanni Antonio Scopoli 1772. Ekfotsläpare ingår i släktet Nycteola och familjen trågspinnare. Enligt den finländska rödlistan är arten nära hotad i Finland. Arten är reproducerande i Sverige. Artens livsmiljö är friska och torra lundar. Inga underarter finns listade i Catalogue of Life.

## Bildgalleri

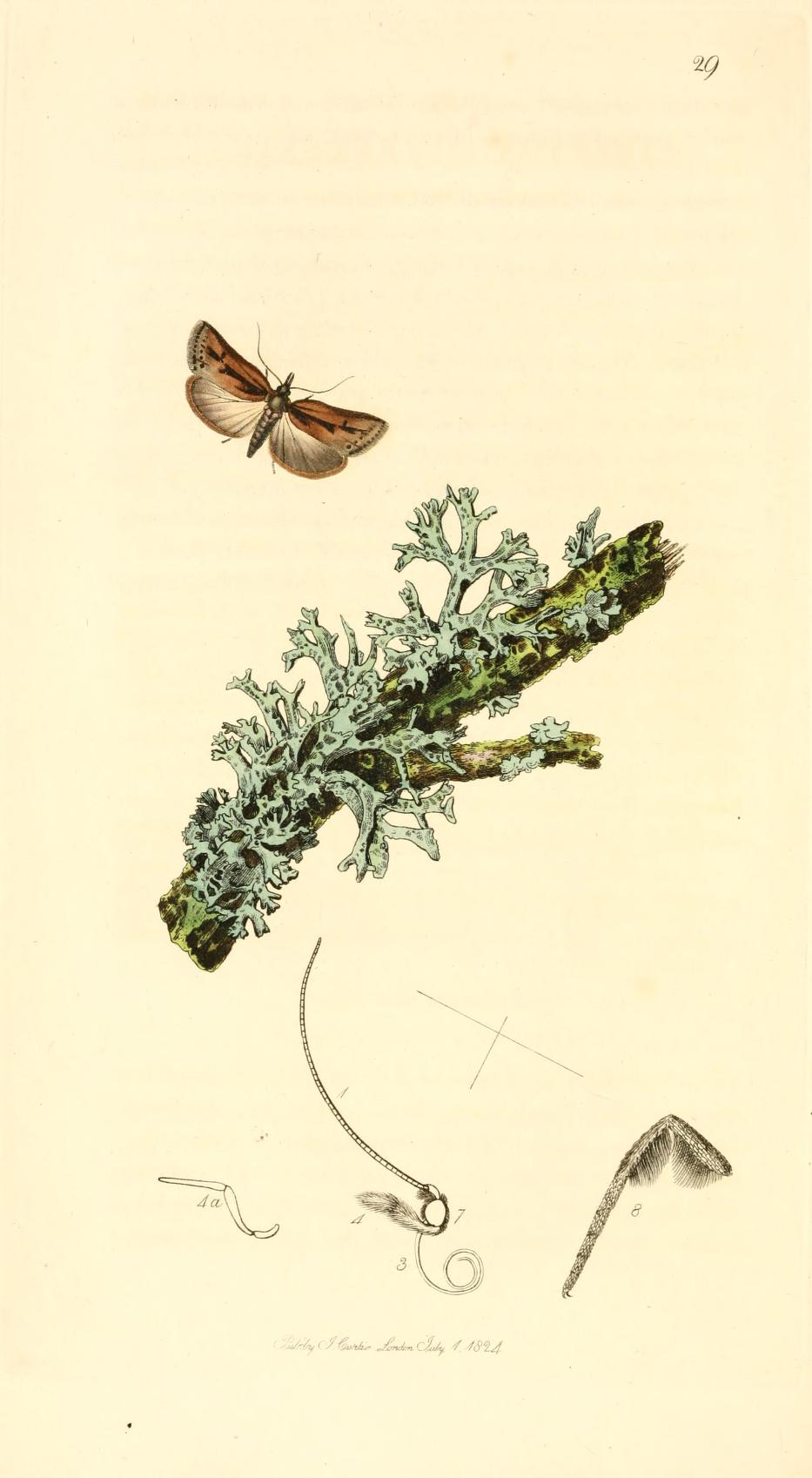